# Епархия Октабы
Епархия Октабы (лат. Dioecesis Octabensis) — титулярная епархия Римско-Католической церкви.

## История
Античный город Октаба находился в римской провинции Африка и в V веке был центром одноимённой христианской епархии.
С 1959 года епархия Октабы является титулярной епархией Римско-Католической церкви.

## Епископы
- епископ Альбин (упоминается в 484 году);

## Титулярные епископы
- епископ Михаил Киен Самопитак (12.02.1959 — 18.12.1965) — назначен архиепископом Тхари и Нонсенга;
- епископ Ernesto Sena de Oliveira (12.08.1967 — 27.01.1971);
- епископ Пётр Ли Хунцзи (3.07.1971 — 21.12.1973) — назначен епископом Гонконга;
- епископ David Edward Foley (3.05.1986 — 22.03.1994) — назначен епископом Бирмингема;
- епископ Bernhard Hasslberger (31.05.1994 — по настоящее время).

## Источник
- Annuario Pontificio, Libreria Editrice Vaticana, Città del Vaticano, 2003, стр. 872, ISBN 88-209-7422-3
- Pius Bonifacius Gams, Series episcoporum Ecclesiae Catholicae, Leipzig 1931, стр. 467  (лат.)
- Stefano Antonio Morcelli, Africa christiana, Volume I, Brescia 1816, стр. 249  (лат.)